# İskender

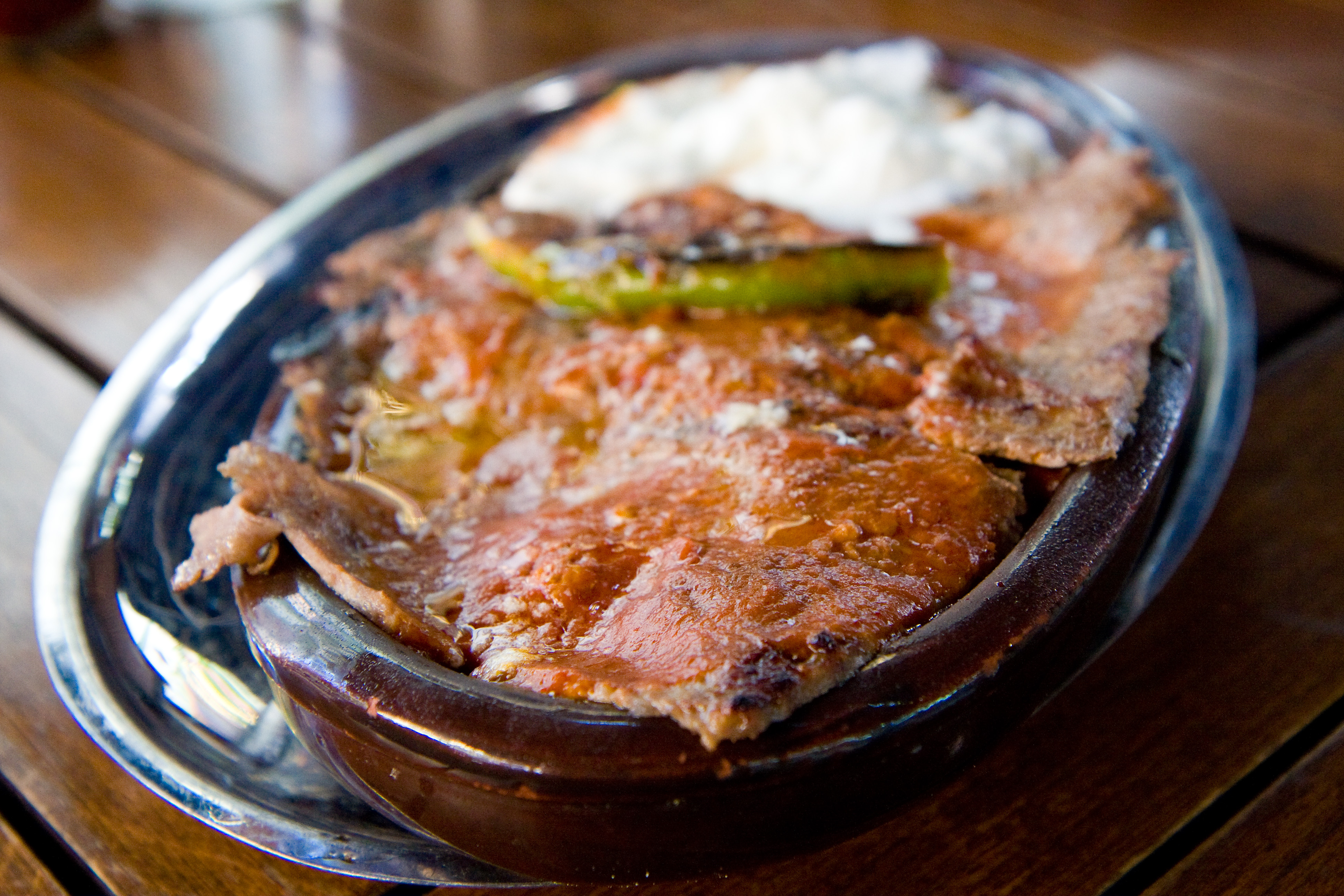
İskender Kebap.

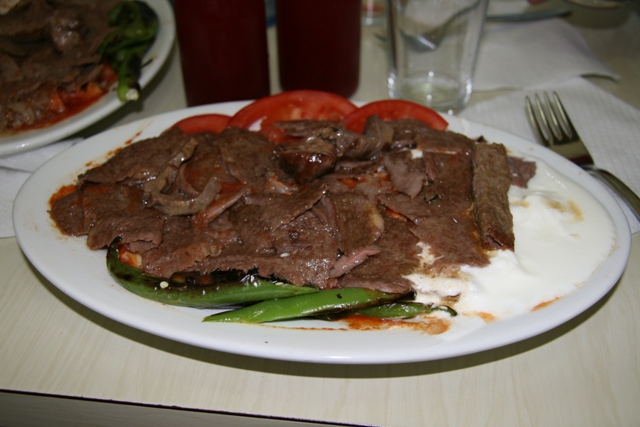
İskender kebap servido en Bursa.

İskender (o a veces İskender kebap) es uno de los platos de contenido cárnico más populares del noroeste de Turquía y toma el nombre de su inventor, İskender Efendi, que vivió en Bursa en el siglo XIX. Por razones de derechos de patente, en muchas partes de Turquía el İskender se denomina como Bursa kebabı.

## Características
Es una variante de un döner kebab preparado de tiras finas de carne bovina y de cordero al grill y luego puesto en salsa de tomate sobre unos pedazos de pan pide que ha sido generosamente untado en mantequilla fundida y se acompaña de yogur. A veces de forma adicional se le añade un Köfte sobre el plato. Es muy común que se consuma con şıra como bebida ya que esta ayuda a hacer la digestión. La salsa de tomate y la mantequilla fundida se suelen verter justo cuando el plato está sobre la mesa.
No ocurre como en otros platos tradicionales de la cocina turca, el İskender Kebap es una marca registrada de İskender İskenderoğlu un miembro de la familia İskender, quien posee todavía restaurantes en la región de Bursa. Existe este Döner en el resto del territorio turco a veces bajo el nombre de Bursa Kebab o con la denominación del restaurante que lo sirve, como por ejemplo: "Uludağ Kebap" o "Kukla Kebap" ambos en Ankara).
Un İskender kebap contiene finas tiras de carne asada, el döner kebap por otra parte contiene pequeños trozos de carne. Para poder cortar grandes tiras de carne largas el Iskender suele prepararse de carne en un trozo, esto permite que las hojas de carne puedan tener una longitud considerable. El contenido graso del Iskender es inferior al del döner.

## Servir
El İskender kebap suele servirse acompañado de una bebida especial llamada şıra.